# 道祖土絵美
道祖土 絵美（さいど えみ、1983年6月10日 - ）は、シー・フォルダ所属のフリーアナウンサー、キャスター、リポーター。

## 人物・経歴
東京都西東京市出身。東京都立小平高等学校、東洋大学法学部企業法学科卒業。
学生時代から着物モデルを務め、ショーや企業カレンダーなどで活躍した。
1951人からオーディションで選ばれ、平成20年度宝くじ幸運の女神として全国41都道府県を回った。
タイ語が堪能でタイの学校での日本語講師の経験あり。
それをきっかけにアジア圏（タイ・ベトナム・カンボジア・ラオス）の孤児院を回り、NGO・NPO法人の取材同行なども積極的に行っている。

## 資格
普通自動車免許・書道5段・タイ検定3級・CMASオープンウォーターライセンス・財務ソフトウェアインストラクターライセンス

## 趣味・特技
旅行、スキューバダイビング、純喫茶巡り、ミュージカル鑑賞、読書、ウォーキング、タイ語

## 出演番組
- デイリーニュース（J:COM東京）キャスター
- マイタウンいちかわ（J:COM市川）リポーター
- 週刊とちぎ元気通信（とちぎテレビ）アナウンサー
- TOKYOほっと情報〜都議会トピックス〜（テレビ東京）アナウンサー
- ウィークリーとしま（としまテレビ）アナウンサー・リポーター
- 明日の豊島（としまテレビ）リポーター
- MY日テレ・日刊占いメール『月のチカラ』（NTV携帯サイト）アナウンサー
- 闘劇2012各種会場 MC・ナレーション
- ジャンプフェスタ2012・2013 ジャンプSQ アシスタント MC

- 宝くじ ドカーンと2000万スペシャル 滋賀版 (BBC) アシスタント MC
- 宝くじ ドカーンと2200万スペシャル 長崎版 (NBC) アシスタント MC